# Pantalone

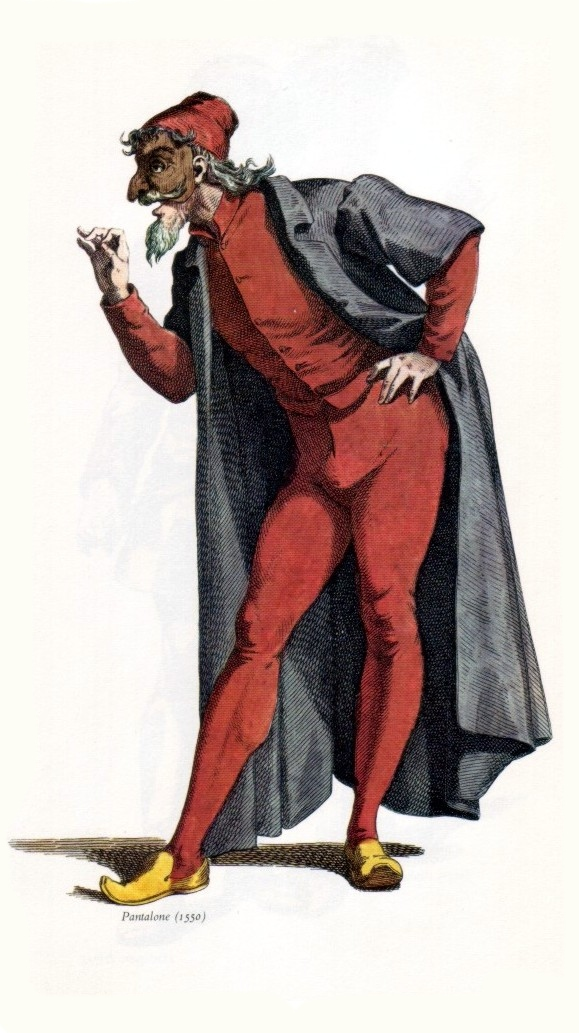
Pantalone door Maurice Sand (1550)

Pantalone is een personage uit de Italiaanse theatertraditie commedia dell'arte.
Hij is een sluwe, oude, decadente, rijke koopman die uit is op geldgewin of het versieren van knappe vrouwen, maar wordt gedwarsboomd door zijn dochter en knecht. Zijn volledige naam is Pantalone dei bisognosi (Italiaans voor "Pantalone van de behoeftigen"). Pantalone is een zielig figuur die keer op keer het onderspit delft. Als hij slecht nieuws verneemt, valt hij op zijn rug en kan enkel door de overige personages weer overeind worden geholpen.
De naam verwijst naar Pantaleon van Nicomedia die lijfarts was van keizer Maximianus Hercules en vanwege zijn christelijk geloof eindigde als martelaar.